# Pseudectroma cussoniae
Pseudectroma cussoniae är en stekelart som först beskrevs av Jean Risbec 1959.  Pseudectroma cussoniae ingår i släktet Pseudectroma och familjen sköldlussteklar. Inga underarter finns listade i Catalogue of Life.